# Adalar (Ağlı)
Adalar is een dorp in het Turkse district Ağlı en telt 67 inwoners.
| Jaartal | totaal | man | vrouw |
| ------- | ------ | --- | ----- |
| 2018    | 67     | 33  | 34    |
| 2017    | 72     | 37  | 35    |
| 2016    | 62     | 31  | 31    |
| 2015    | 72     | 39  | 33    |
| 2014    | 73     | 39  | 34    |
| 2013    | 74     | 40  | 34    |
| 2012    | 83     | 42  | 41    |
| 2011    | 84     | 42  | 42    |
| 2010    | 86     | 42  | 44    |
| 2009    | 94     | 44  | 50    |
| 2008    | 96     | 48  | 48    |
| 2007    | 100    | 48  | 52    |

Centrale districtsplaats (İlçe Merkezi): Ağlı
Dorpen (Köyler):
Adalar · Akçakese · Akdivan · Bereketli · Fırıncık · Gölcüğez · Kabacı · Müsellimler · Oluközü · Selmanlı · Tunuslar · Turnacık · Yeşilpınar